# تشارلز إم. ووترمان
تشارلز إم. ووترمان هو سياسي أمريكي، ولد في 17 يونيو 1856، وتوفي في 3 يونيو 1858. انتخب عمدة نيو أورلينز ‏.